# Кегульта (река)
Кегульта (калм. Көглт — терновая) — река в Кетченеровском районе Калмыкии в России. Берёт начало в пределах Ергенинской возвышенности в балке Кегульта. Теряется на Приергенинской равнине к северу от посёлка Шатта. Длина реки — 52 км, площадь водосборного бассейна — 399 км². Относится к Западно-Каспийскому бассейновому округу, бессточным территориям междуречья Терека, Дона и Волги.

## Физико-географическая характеристика

### Бассейн
Исток реки расположен в пределах села Кегульта. Площадь водосборного бассейна невелика и составляет 399 км². Основным притоком является река Гашун. Ниже устья реки Гашун Кегульта притоков не имеет.
- Кегульта
  - б. Сухая (левая составляющая[4])
  - б. Элиста-Сала (правая составляющая[4])
  - б. Кугра — (л)[4]
  - р. Гашун — (п)[4]

| Климатограмма Кегульты                          | Климатограмма Кегульты | Климатограмма Кегульты | Климатограмма Кегульты | Климатограмма Кегульты | Климатограмма Кегульты | Климатограмма Кегульты | Климатограмма Кегульты | Климатограмма Кегульты | Климатограмма Кегульты | Климатограмма Кегульты | Климатограмма Кегульты |
| ----------------------------------------------- | ---------------------- | ---------------------- | ---------------------- | ---------------------- | ---------------------- | ---------------------- | ---------------------- | ---------------------- | ---------------------- | ---------------------- | ---------------------- |
| Я                                               | Ф                      | М                      | А                      | М                      | И                      | И                      | А                      | С                      | О                      | Н                      | Д                      |
| 27 −3 −9                                        | 19 −3 −9               | 19 4 −4                | 21 16 5                | 34 24 11               | 40 28 16               | 33 31 18               | 30 30 17               | 25 23 11               | 21 14 5                | 28 5 −1                | 30 0 −5                |
| Температура в °C • Сумма осадков в мм Источник: |                        |                        |                        |                        |                        |                        |                        |                        |                        |                        |                        |

Практически весь водосборный бассейн реки Кегульта расположен в пределах Калмыкии, незначительная часть на сопредельных территориях Ростовской области.

### Климат и гидрология
Количество атмосферных осадков, выпадающих в бассейне реки Кегульта, невелико и уменьшается в направлении с запада на восток. Верховья реки согласно классификация климатов Кёппена расположены в пределах зоны влажного континентального климата с жарким летом и умеренно холодной зимой (индекс Dfa). Большая часть стока приходится на краткий период весеннего половодья. Как и у других рек бессточной области Западно-Каспийского бассейна вследствие значительно испарения в весенне-летний период роль дождевого питания невелика. Вследствие этого для реки характерна длительная летне-осенняя межень. Максимальные расходы дождевых паводков не превышают 25-30 % от максимальных расходов весеннего половодья.

## Источник
- Атлас Республики Калмыкия, ФГУП «Северо-Кавказское аэрогеодезическое предприятие», Пятигорск, 2010 г., стр. 78